# Cementerio de San Marx
El cementerio de San Marx (en alemán: Sankt Marxer Friedhof) es un cementerio en el distrito de Landstraße en Viena, usado desde 1784 a 1874. Es conocido por ser el lugar donde fue enterrado Wolfgang Amadeus Mozart.

## Historia
El cementerio lleva el nombre de una casa de beneficencia cercana cuya capilla había sido consagrada a San Marcos. Se inauguró en 1784 tras un decreto del emperador José II, quien prohibió más entierros en cementerios dentro de los muros exteriores de la ciudad de Viena. También ordenó que los cuerpos fueran enterrados en tumbas anónimas, sin ataúdes ni embalsamamiento. Sin embargo, esta regulación nunca entró en vigor en Viena, porque el gobierno de la ciudad negó su aprobación debido al hecho de que la población no quería recordar las fosas comunes de los tiempos de la peste. No había fosas comunes en la Viena de finales del siglo XVIII.
Por lo tanto, la suposición común de que la tumba de Mozart no estaba marcada porque era demasiado pobre es falsa. Su entierro en 1791 después de un funeral en la catedral de San Esteban simplemente siguió las reglas de ese entonces.

## Entierros notables
La persona más famosa enterrada en el cementerio de San Marx es Wolfgang Amadeus Mozart. Los intentos posteriores de localizar su tumba fracasaron, incluida una búsqueda realizada por su viuda, 17 años después de la muerte de Mozart, y por Vincent Novello en 1829. En 1855 se erigió una lápida en lo que se suponía que era el lugar correcto. Más tarde, la piedra se transfirió a un grupo de tumbas de músicos famosos en Zentralfriedhof. En el cementerio de San Marx, un trabajador reemplazó la lápida con una lápida conmemorativa, que nuevamente fue ampliada por varios colaboradores. El monumento conocido hoy en día fue restaurado por el escultor vienés Florian Josephu-Drouot en 1950.
Otras personas conocidas enterrados allí incluyen:
- Johann Georg Albrechtsberger
- Elias Parish Alvars
- Josepha Barbara Auernhammer
- Philipp von Cobenzl
- Anton Diabelli
- Barón Ernst von Feuchtersleben
- Johann Baptist Gänsbacher
- Anna Gottlieb
- Josef Madersperger
- Louis Montoyer
- Franz Pfeiffer
- Josef Strauß
- Franz Xaver Süssmayr (tumba sin marcar)
- Aléxandros Ipsilantis

## Tras su cierre
Con los años, el resto del cementerio se deterioró. En el siglo XX fue restaurado, puesto bajo el estatus de conservación histórica y abierto al público en 1937.[cita requerida]